# Commodore 16

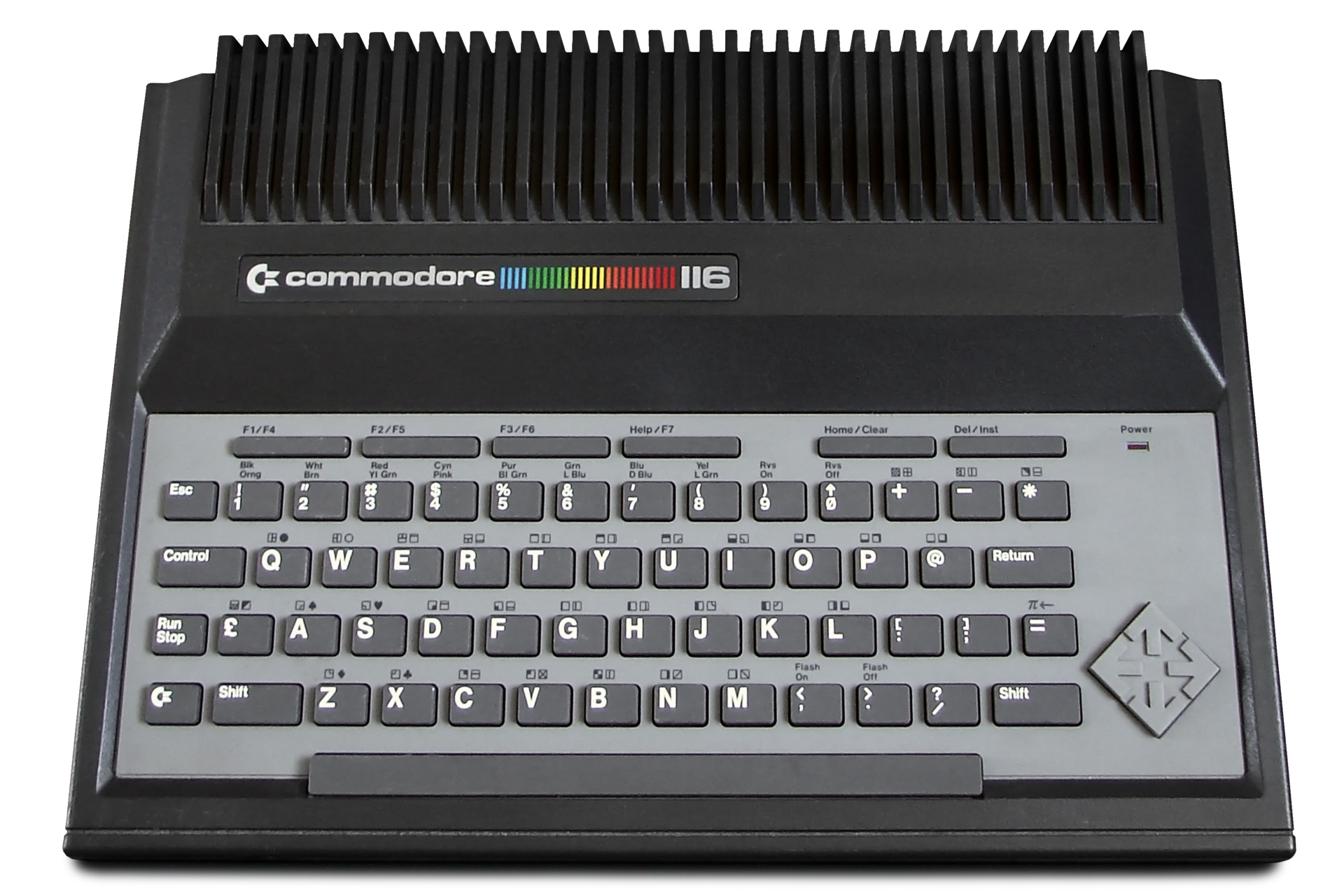
De Commodore 116

De Commodore 16 was een homecomputer van Commodore. De Commodore 16 werd op de markt gebracht in 1984 en bevatte een met de 6502 compatibel 7501 CPU.
De Commodore 16 behoorde samen met de Commodore C116 en de Commodore Plus/4 tot de Commodore 264 serie. De Commodore 16 was bedoeld om de VIC 20 te vervangen. Mede omdat de Commodore 16 niet compatibel was met de Commodore 64 of de VIC 20 werd de Commodore 16 geen succes.
De  Commodore 16 had een verbeterde BASIC-versie ten opzichte van zijn voorgangers en een ingebouwde machinecode-debugger.
De Commodore 116 werd alleen in Europa op de markt gebracht en was identiek aan de Commodore 16 op de behuizing na.

## Specificaties
- Basic-versie: Commodore BASIC 3.5
- Processor: 7501
- Snelheid: 0,89 of 1,76 MHz
- Co-processor: TED (video en geluid)
- RAM: 16 KB (waarvan 12 KB voor de gebruiker)
- ROM: 32 KB
- Text mode: 40 karakters x 25 lijnen
- Grafische modes: 320x200, 320x160, 160x200, 160x160
- Kleuren: 121
- Geluid: 2 kanalen, 4 octaven